# オープン (スティーヴ・ヒレッジのアルバム)
『オープン』（Open）は、イギリスのギタリスト、スティーヴ・ヒレッジが1979年に発表した6作目のスタジオ・アルバム。オリジナルLPは7曲入りだが、1990年のCD化に伴い、アルバム『ライヴ・ヘラルド』（1979年）のサイド4に収録されていた4曲とビートルズのカヴァー「ゲッティング・ベター」が追加されて曲順も変更された。また、2007年のリマスターCDは末尾にボーナス・トラックが2曲追加され、14曲入りとなっている。

## 解説
「ゲッティング・ベター」はニック・メイスンとの共同プロデュースで録音され、1978年にシングルとしてリリースされた。後にCDの冒頭に収録された4曲は1978年秋に録音され、オリジナルLPに収録された7曲は1979年8月に録音された。「アースライズ」はウム・クルスームの曲を元にしたインストゥルメンタルで、後にラシッド・タハがこの曲に注目し、ヒレッジとタハの長年にわたる共同作業のきっかけとなった。
本作は1979年10月27日付の全英アルバムチャートで71位を記録した。

## 収録曲
特記なき楽曲はスティーヴ・ヒレッジ作。

### LP

#### Side One
1. "Day After Day" (Steve Hillage, Miquette Giraudy, Dave Stewart) - 6:17
2. "Getting in Tune" - 3:16
3. "Open" (S. Hillage, M. Giraudy, Paul Francis) - 5:16
4. "Definitive Activity" (S. Hillage, M. Giraudy, P. Francis, Andy Anderson, D. Stewart) - 4:43

#### Side Two
1. "Don't Dither Do It" - 5:04
2. "The Fire Inside" (S. Hillage, M. Giraudy) - 6:15
3. "Earthrise" (Oum Kalsoum, S. Hillage) - 8:34

### CD
1. トーキング・トゥ・ザ・サン - "Talking to the Sun" (S. Hillage, M. Giraudy) - 5:59
2. 1988アクティヴェイター - "1988 Aktivatior" - 2:28
3. ニュー・エイジ・シンセサイズ - "New Age Synthesis (Unzipping the Zype)" (S. Hillage, M. Giraudy, A. Anderson, John McKenzie) - 8:52
4. ヒーリング・フィーリング - "Healing Feeling" (S. Hillage, M. Giraudy) - 6:07
5. アースライズ - "Earthrise " (Oum Kalsoum, S. Hillage) - 8:35
6. オープン - "Open" (S. Hillage, M. Giraudy, P. Francis) - 5:17
7. デフィニット・アクティヴィティ - "Definite Activity" (S. Hillage, M. Giraudy, P. Francis, A. Anderson, D. Stewart) - 4:43
8. ゲッティング・ベター - "Getting Better" (Lennon-McCartney) - 2:59
9. デイ・アフター・デイ - "Day After Day" (S. Hillage, M. Giraudy, D. Stewart) - 6:19
10. ゲッティング・イン・チューン - "Getting in Tune" - 3:15
11. ドント・ディザー・ドゥ・イット - "Don't Dither Do It" - 5:05
12. ザ・ファイア・インサイド - "The Fire Inside" (S. Hillage, M. Giraudy) - 6:13

#### 2007年リマスターCDボーナス・トラック
1. ドント・ディザー・ドゥ・イット（1974パワー・トリオ・バッキング・トラック） - "Don't Dither Do It (1974 Power Trio Backing Track)" - 4:44
2. 4・エヴァー・レインボウ（パート3・オルタナティヴ・ミックス） - "Four Ever Rainbow (Part 3 Alternative Mix)" - 8:55

## 参加ミュージシャン
トラック・ナンバーは上記「CD」に準拠。
- スティーヴ・ヒレッジ - ギター、ボーカル、シーケンサー、ヴォコーダー、モーグ・シンセサイザー
- ミケット・ジローディ - シンセサイザー、ヴォーカル、ヴォコーダー
- デイヴ・スチュワート - モーグ・ソロ(on #12)、ピアノ(on #13)、リズムギター(on #5 - #7, #9 - 12)、バッキング・ボーカル
- ジャン＝フィリップ・リキエル - モーグ・ソロ(on #12)
- ポール・フランシス - ベース( on #5 - #7, #9 - 12)
- アンディ・アンダーソン - ドラムス(on #1 - #12)
- ジョン・マッケンジー - ベース(on #1 - #4, #8)
- マイク・ハウレット - ベース(on #13)
- ピエール・ムーラン - ドラムス(on #13)